# Військово-кібернетичні операції КНР
Уряд КНР заперечує проведення кібероперацій проти інших країн і, у свою чергу, звинувачує Сполучені Штати в організації кібервійни проти Китаю , яку заперечує керівництво США. Ряд компаній, що працюють в сфері комп'ютерної безпеки, заявляли, що вони володіють великою кількістю доказів того, що Китай веде кібершпіонаж проти США, включаючи діяльність підрозділу 61398. У травні 2014 року Федеральне Велике журі США пред'явило п'яти офіцерам підрозділу 61398 звинувачення в крадіжці конфіденційної ділової інформації в американських компаній і зараженні їх комп'ютерних мереж шкідливими програмами.
За словами колишнього співробітника АНБ Едварда Сноудена, АНБ вело шпигунство за китайськими університетами, підприємствами і політиками, з 2009 року. Об'єктами шпигунства були сотні організацій і приватних осіб, включаючи китайський університет Гонконгу, крім того вони були в числі цілей 61 тисячі хакерських атак, здійснених США в усьому світі.

## Організація
За оцінкою американського аналітика Джеймса Малвенона, організація військово-кібернетичних операцій Китаю має прихований і децентралізований характер, операції виконуються постійно мінливим складом офіційних, громадських, і полугражданских груп. За його словами, в цих цілях використовуються також «патріотичні хакерські об'єднання».
У структурі НВАК щонайменше з 2004 року є підрозділ 61398, призначене для проведення хакерських атак на комп'ютерні мережі противника. Крім спеціальних підрозділів НВАК, китайське керівництво використовує для проведення кібершпіонажу і кібератак також групи хакерів, найбільшою з яких є так званий «Альянс червоних хакерів» (англ. Red Hacker Alliance), чисельність якого оцінюється приблизно в 80 тисяч чоловік. За оцінками російських експертів в сфері інформаційної безпеки В. С. Овчинского і Є. Ларіної, «Альянс червоних хакерів» є неформальною, але керованою владою КНР мережею, що включає хакерів не тільки з самого Китаю, але і з китайської діаспори у всьому світі, тісно взаємодіючої з Третім і Четвертим управліннями Генерального штабу НВАК.

## Операції по країнам

### Австралія
У травні 2013 року австралійське інформаційне агентство ABC NewsABC News заявив, що хакери КНР зламали мережу штабу Австралійської розвідки. Австралійські компанії, що відповідають за комп'ютерну безпеку, також виключили китайську компанію Huawei з національного проекту з впровадження широкосмугових мереж.

### Канада
За заявами представників уряду Канади, на початку 2011 року китайські хакери скомпрометували дані декількох підрозділів федерального уряду, китайський уряд спростував ці звинувачення.
Директор з інформаційних технологій уряду Канади заявив, що в 2014 році китайські хакери зламали комп'ютерну систему Національної науково-дослідної ради.

### Індія
Представники індійського уряду заявляли, що атаки на урядові комп'ютерні мережі, зокрема, мережа Ради національної безпеки, велися з Китаю, зокрема, з допомогою ботнетів.
Побоювання кібершпіонажі з боку Китаю призвели до блокування операцій Індії з китайськими телекомунікаційними компаніями, такими як Huawei і ZTE. Компанія Huawei також була звинувачена в порушенні національної безпеки Індії шляхом злому контролера базової станції в штаті Андхра-Прадеш. Це призвело до зниження присутності іноземних телекомунікаційних компаній на індійському ринку.

### США
США неодноразово звинувачували КНР в веденні кібершпіонажу та інших кібероперацій, завдають економічний, політичний і військовий шкоди США. Консультативна група Конгресу США оголосила Китай «найсерйознішим ризиком для безпеки американських технологій», а також що «мало місце помітне збільшення кількості кібератак, що походять з Китаю і спрямованих на урядові і військові комп'ютерні системи США». За повідомленням Washington Post, китайські хакери зламують існуючі системи безпеки, зокрема шляхом розсилки електронної пошти файлів з шкідливим програмним забезпеченням. Дистанційні вторгнення особливо небезпечні, оскільки зловмисник може контролювати захоплений комп'ютер на відстані, при цьому маючи можливість викрадати дані, відстежувати діяльність користувачів і читати електронну пошту, при цьому користувачі зазвичай не помічають, що за ними стежать;заражене вкладення маскується під повідомлення від знайомих користувача. Сліди комп'ютерних вірусів приховані руткітами, які приховують факт викрадення даних.
У січні 2010 року компанія Google повідомила про цілеспрямовані атаки на її корпоративну інфраструктуру з Китаю «що призвело до крадіжки інтелектуальної власності Google». Американські експерти з безпеки зв'язали атаку на Google з іншими акціями політичного та промислового шпигунства, виходять з Китаю, у тому числі шпигунство проти військових, науково-дослідних і промислових корпорацій. Представники адміністрації Обами назвали кібератаки "зростаючої кіберзагрозою для критичної інфраструктури США ".
Крім Google, кибератке піддалися мережі ще принаймні 34 великих американський компаній, включаючи Northrop Grumman, Symantec, Yahoo, Dow Chemical, і Adobe Systems. Кибершпионаж був спрямований на викрадення комерційної і військової інформації, особливо в областях, в яких Китай відстає. Технологічні компанії стверджують, що Китай прагне викрасти вихідний код програмного забезпечення, поряд із загальною інформацією про системи озброєнь. Вихідний код був вкрадений з допомогою вразливостей в Adobe Reader, які хакери використовували для розповсюдження шкідливого програмного забезпечення.
Офіційний Пекін відкидає звинувачення у веденні кібервійни, і звинувачує США в причетності до кібервійни проти Китаю, що, у свою чергу, заперечує офіційний Вашингтон. Представник посольства КНР в США Ван Баодун заявив, що звинувачення (зі сторони США) є результатом параної. За його словами, «Китай ніколи не буде робити нічого, що завдасть шкоди суверенітету або безпеці інших країн. У відповідності з цим принципом національної політики, китайський уряд ніколи не використовує, і не буде використовувати так званих цивільних хакерів для збору інформації або шпигунства в інших країнах. Звинувачення на адресу Китаю в цьому відношенні зовсім необґрунтовані, і тільки відображають менталітет деяких людей, які завжди вважають Китай загрозою.».
Витік дипломатичних телеграм США 2010 року призвела до публікації оцінок дипломатів США, що Китай використовує доступ до вихідного коду Microsoft і «використовує таланти приватного сектора», щоб підвищити свої наступальні і оборонні можливості. [34]
Станом на березень 2013 року, обговорення на високому рівні тривали.
У вересні 2014 року сенатський комітет США з питань збройних сил виявив, що хакери, пов'язані з китайським урядом, неодноразово проникали в комп'ютерні системи американських авіакомпаній, технологічних компаній та інших підрядчиків, що беруть участь у переміщенні американських військ і військової техніки.

### Тайвань
Влада КНР активно прагнуть об'єднати Тайваню з материковим Китаєм, розглядаючи різні сценарії, включаючи військовий. По мірі розвитку киберподразделений НВАК, керівництво КНР керівництво робить все більшу ставку на проведення військових кібероперацій проти Тайваню, зокрема на руйнування його інфраструктури. Передбачається, що при потужної кібератаки на Тайвань КНР одночасно зможе заблокувати відповідну інфраструктуру США, в результаті чого Тайвань капітулює до того, як США зможуть надати йому допомогу.

## Вірус Stuxnet
Хоча переважна більшість експертів прийшли до висновку, що вірус Stuxnet, який вразив Іран, проник туди з Ізраїлю, американський експерт з кібербезпеки Джеффрі Карр припустив, що до розробки Stuxnet міг бути причетний Китай. З іншого боку, Китай сам є жертвою вірусу Stuxnet. Повідомлялося, що цей вірус заразив мільйони комп'ютерів в країні, завдавши значної шкоди промислової інфраструктури.

## Перенаправлення Інтернет-трафіку
В кінці листопада 2010 року, прес-секретар міністерства оборони США заявив, що інтернет-трафік міністерства був перенаправлений в Китай на короткий час на початку року. Об'єднана американо-китайська комісія з економіки та безпекиОбъединённая американо-китайская комиссия  по экономике и безопасности у своїй щорічній доповіді зазначила, що компанія China Telecom запропонувала помилкові мережеві маршрути, за якими "величезні обсяги інтернет-трафіку з США та інших країн пройшли через китайські сервера під час 18-хвилинної сесії 8 квітня. Цей доповідь засудило МЗС Китаю, а представники China Telecom офіційно відкинули звинувачення в перенаправлення інтернет-трафіку.

## Дивись також
- Кібервійна
- Підрозділ 61398
- Альянс червоних хакерів